# لا ریفورما (تگزاس)
لا ریفورما (به انگلیسی: La Reforma) یک منطقهٔ مسکونی در ایالات متحده آمریکا است که در شهرستان استار، تگزاس واقع شده‌است.